# Bethany (Connecticut)
Bethany es un pueblo ubicado en el condado de New Haven en el estado estadounidense de Connecticut. En el año 2005 tenía una población de 5,473 habitantes y una densidad poblacional de 101 personas por km².

## Geografía
Ashford se encuentra ubicado en las coordenadas 41°25′32″N 72°59′33″O / 41.42556, -72.99250.

## Demografía
Según la Oficina del Censo en 2000 los ingresos medios por hogar en la localidad eran de $74,898 y los ingresos medios por familia eran $79,493. Los hombres tenían unos ingresos medios de $52,037 frente a los $44,427 para las mujeres. La renta per cápita para la localidad era de $31,403. Alrededor del 2.6% de la población estaban por debajo del umbral de pobreza.